# Жануариу-Сикку (Риу-Гранди-ду-Норти)
Жануариу-Сикку (порт. Januário Cicco)  —  муниципалитет в Бразилии, входит в штат Риу-Гранди-ду-Норти. Составная часть мезорегиона Сельскохозяйственный район штата Риу-Гранди-ду-Норти. Входит в экономико-статистический  микрорегион Агрести-Потигуар. Население составляет 8447 человек на 2006 год. Занимает площадь 187,211 км². Плотность населения — 45,1 чел./км².

## Статистика
- Валовой внутренний продукт на 2003 год составляет 16 306 968,00 реалов (данные: Бразильский институт географии и статистики).
- Валовой внутренний продукт на душу населения на 2003 год составляет 2013,70 реалов (данные: Бразильский институт географии и статистики).
- Индекс развития человеческого потенциала на 2000 год составляет 0,596 (данные: Программа развития ООН).